# Institució total
La institució total, és un lloc de treball i de residència on un gran grup de persones cohabita, allunyat de la societat més àmplia durant un temps considerable, duen junts una vida tancada, aïllada segons unes regles administratives formals fixes. S'hi organitzen totes les activitats: menjar, dormir, descans, treball, lleure…El concepte va ser divulgat pel sociòleg nord-americà Ervin Goffman al seu assaig On The Characteristics of Total Institutions del 1957. Es va inspirar en les teories d'Everett Hughes.
Les regles i jerarquia de la institució són clares i explícites i modifiquen la conducta dels seus membres a partir de la rutina, ja que viuen dins de la institució, de forma que es crea un microcosmos o món a part. Durant el sojorn, sigui voluntari o involuntari, no se'n surt. S'hi crea un microcosmos amb la seva pròpia cultura.
Algunes institucions totals són: la presó, els campaments d'instrucció militar, el camp de concentració, l'hospital psiquiàtric, l'internat, un vaixell mercant, el creuer de plaer i o els pobles d'estiueig, el convent, l'orfenat o la residència de gent gran